# 塩化ランタン(III)
塩化ランタン(III)(Lanthanum chloride)は、化学式LaCl3の無機化合物である。主に研究で用いられるランタンの一般的な塩である。白色固体で、水やアルコールへの溶解性が高い。

## 準備
塩化ランタン(III)の無水物は、塩化アンモニウムを経由して合成される。第一段階で、酸化ランタン(III)を塩化アンモニウムとともに加熱し、五塩化物のアンモニウム塩を合成する。
La2O3  +  10 NH4Cl  →   2 (NH4)2LaCl5  +  6 H2O  +  6 NH3
第二段階では、塩化アンモニウム塩を真空中、350-400℃に加熱し、三塩化物に変換する。
(NH4)2LaCl5 →   LaCl3  +  2 HCl  +  2 NH3

## 利用
生化学研究では、二荷カチオンのチャネル、主にカルシウムチャネルの活性を阻害するのに用いる。セリウムをドープして、シンチレータの材料として用いられる。
有機合成では、温和なルイス酸として、アルデヒドのアセタールへの変換に用いられる。
塩酸及び酸素により、メタンをクロロメタンに高圧オキシ塩素化するための触媒であることが明らかとなっている。
また地質学の分やでは、非常に希薄な溶液を適切な酸と組み合わせ、粉末にした岩石サンプル中の1%未満のストロンチウム含量を特定するのに用いることができる。